# Pontinus clemensi
Pontinus clemensi är en fiskart som beskrevs av Fitch, 1955. Pontinus clemensi ingår i släktet Pontinus och familjen Scorpaenidae. IUCN kategoriserar arten globalt som livskraftig. Inga underarter finns listade i Catalogue of Life.